# Малышенка
Малышенка — село в Голышмановском городском округе Тюменской области России.

## География
Село находится в южной части Тюменской области, в лесостепной зоне, в пределах Ишимской равнины, на левом берегу реки Вагай, на расстоянии примерно 25 километров (по прямой) к северо-востоку от Голышманова, административного центра района. Абсолютная высота — 80 метров над уровнем моря.
Климат
Климат резко континентальный с суровой холодной зимой и относительно коротким жарким летом. Средняя температура воздуха самого тёплого месяца (июля) составляет 18 °C (абсолютный максимум — 38,4 °C); самого холодного (января) — −18,7 °C (абсолютный минимум — −47,3 °C). Среднегодовое количество атмосферных осадков составляет 524 мм, из которых 70 % выпадает в период с мая по сентябрь.
Часовой пояс
Село Малышенка, как и вся Тюменская область, находится в часовой зоне МСК+2. Смещение применяемого времени относительно UTC составляет +5:00.

## История
До сентября 2018 года являлось административным центром Малышенского сельского поселения.

## Население
| 2010 |
| ---- |
| 858  |

Половой состав
По данным Всероссийской переписи населения 2010 года в половой структуре населения мужчины составляли 49,1 %, женщины — соответственно 50,9 %.
Национальный состав
Согласно результатам переписи 2002 года, в национальной структуре населения русские составляли 92 % из 897 чел.